# The Adverts
The Adverts fue una banda de punk rock inglesa formada en 1976 y disuelta en 1979. Son principalmente recordados por sus singles "One Chord Wonders" y "Gary Gilmore's Eyes", así como por haber sido una de las primeras bandas punk inglesas en incorporar a una mujer entre sus miembros. El tema "Gary Gilmore's Eyes" alcanzó el número uno del "top 40" británico en agosto de 1977. 

## Trayectoria
La banda comenzó realizando shows como teloneros de otros grupos de cierta importancia en la escena punk de la década de 1970, y su primer gran actuación se realiza en el primer encuentro punk que tuvo lugar en el famoso club The Roxy, en 1977.
La banda consiguió sus primeras grabaciones gracias a John Peel, quien les preparó una sesión en vivo para la BBC Radio 1. Al poco tiempo salió su primer simple: "One Chord Wonders", el cual fue bien recibido por la crítica, en especial por Melody Maker y Sounds.
En febrero de 1978, la banda edita su primer álbum Crossing the Red Sea with The Adverts, grabado en los estudios Abbey Road y producido por John Leckie, el cual incluye "No Time To Be 21", el cual llegó al puesto #38 del Reino Unido. Trouser Press afirmó que "a su manera", el álbum "es el equivalente al primer LP de los Sex Pistols o The Clash, una declaración precipitada que captura un momento excitante". En marzo de 2003, la revista Mojo calificó a Crossing the Red Sea with The Adverts con el puesto N.º 17 en su Top 50 Punk Albums.
La popularidad de la banda crecía, además de haber realizado dos apariciones en el programa Top Of The Pops.
El 12 de octubre de 1979, sale su segundo disco Cast of Thousands, el cual posee un sonido más distanciado respecto a su antecesor y acercándolos a la música new wave. A pesar del éxito, la banda se encontraba en un pleito judicial con Rod Latter y Howard Pickup (exintegrantes), quienes se oponían a que el grupo siga manteniendo su nombre sin contar con ellos. Tiempo después, el mánager de la banda Michael Dempsey, falleció a causa de un accidente eléctrico, lo que deterioró la situación interna entre los músicos.
Fue entonces cuando The Adverts da su último show en Slough College, el 27 de octubre de 1979. Luego de esto, T.V. Smith formó junto a Tim Cross el grupo T.V. Smith's Explorers, luego Cheap, y finalmente desde la década del '90 se lanzó como solista.

## Miembros
T.V. Smith y Gaye Advert fueron los fundadores del grupo. T.V. Smith era cantante y guitarrista, mientras que Gaye Advert era la encargada de tocar el bajo, aunque luego también participó como segunda cantante. El segundo guitarrista fue Howard Pickup, sustituido por Paul Martínez durante los últimos meses de la banda. También hubo cuatro bateristas: Laurie Driver, Jon Towe, Rod Latter y Rick Martínez. Por último, Tim Cross fue el tecladista de la banda.
Gaye Black (o Gaye Advert, como se la conoce), se retiró de la escena musical luego de la separación de su grupo, dedicándose a servicios sociales. A pesar de su breve paso por la música, The Virgin Encyclopedia of 70s Music la nombró como la "primera estrella punk femenina".

## Discografía

### Álbumes
- Crossing The Red Sea With The Adverts, 17 de febrero de 1978 (Bright Records BRI201)
- Cast Of Thousands, 12 de octubre de 1979 (RCA Records PL25246)
- Live at the Roxy Club, 1990 (Receiver)

### Singles
- "One Chord Wonders" / "Quickstep" (Stiff Records BUY13)
- "Bored Teenagers" featured on the Roxy compilation LP (Harvest Records SHSP4069)
- "Gary Gilmore's Eyes" / "Bored Teenagers" (Anchor Records ANC1043)
- "Safety In Numbers" / "We Who Wait" (Anchor Records ANC1047)
- "No Time To Be Twenty-One" / "New Day Dawning" (Bright Records BRI ...)
- "Television's Over" / "Back From The Dead" (RCA Records PB5128)
- "My Place" / "New Church" (RCA Records PB5160)
- "Cast Of Thousands" / "I Will Walk You Home" (RCA Records PB5191)